# Макарцов, Александр Павлович
Александр Павлович Макарцов (15 сентября 1936, село Невдольск, Западная область — 23 января 2008, Краснодон, Луганская область) — украинский советский деятель, новатор производства, бригадир бригады проходчиков шахтопроходческого управления № 2 треста «Краснодоншахтострой» Луганской области. Герой Социалистического Труда (2.03.1981). Член ЦК КПУ в 1986-1990 г.

## Биография
Родился на Брянщине, в семье сельских тружеников — колхозников. В 1954 году окончил среднюю школу и поступил в институт, но вскоре был вынужден оставить обучение в институте в виду тяжёлого материального положения.  До 1955 года работал на лесоповале в Коми АССР, где был призван на действительную срочную военную службу в ряды Советской армии. 
В 1955-1958 годы — в Советской армии. После демобилизации переехал в город Краснодон Луганской области.
С 1958 года — проходчик, в 1960-х—1990-х годах — бригадир бригады проходчиков шахтопроходческого управления № 2 треста «Краснодоншахтострой» города Краснодон Луганской области.
Член КПСС. Новатор производства. Принимал участие в строительстве и реконструкции шахт «Таловська», «Молодогвардейская», «Дуванная», «Баракова», «1-я Суходольская», «2-я Суходольская», «Суходольская—Восточная», «Самсоновская—Западная», «1-а Ворошиловградская», «Должанская—Капитальная», «Красный партизан».
С 1990-х годов — на пенсии в городе Краснодоне Луганской области.

## Награды, звания
- орден Трудового Красного Знамени (05.04.1971),
- орден Ленина (05.03.1976),
- Герой Социалистического Труда (02.03.1981),
- орден Ленина (02.03.1981),
- знак «Шахтерская слава» трёх степеней,